# 4640 Hara
4640 Hara è un asteroide della fascia principale. Scoperto nel 1989, presenta un'orbita caratterizzata da un semiasse maggiore pari a 2,2514854 au e da un'eccentricità di 0,1077042, inclinata di 4,21143° rispetto all'eclittica.
L'asteroide è dedicato all'astronomo amatoriale giapponese Megumi Hara.